# 日産・D22
D22は、日産自動車が1997年から2021年まで世界各地で販売していたコンパクトピックアップトラックの型式名である。東アジア仕様の10代目ダットサン、北米仕様の初代フロンティア、豪州や東南アジア仕様の2代目ナバラ、アフリカ仕様のNP300などがこれにあたる。
D22型ピックアップトラックは上記以外にも様々な名前で販売されていた。販売名一覧は次の通り。
日産自動車
- ダットサン
- ナバラ
- フロンティア
- Big Mフロンティア[2]
- ピックアップ
- ハードボディ→NP300ハードボディ
- フィエラ
- テラノ（チリでの名称。起亜が「フロンティア」と呼ばれる車両を販売していたことが影響している）

日産との合弁会社
- パルスホドロ・セランザ
- タイラン・エキサイター
- 東風/ZNA・リッチ
- プジョー・ピックアップ[9]

など、製造元や販売網も多岐にわたった。また、派生車種に日産・エクステラがある。

## 概要
D22型ピックアップトラックの開発が行われていた頃の日産は、経営再建前の低迷期であり、その影響は新型車開発にも影を落としていた。D21型に比べ、強度の向上と多少のサイズアップを伴ったモデルチェンジであったが、その構成に大きな変化は無かった。そのため基本シャーシはD21型のキャリーオーバーとし、ボディサイズは大型化したため4WDはすべて1ナンバーとなる。前期型内装はD21型と同じであった。キングキャブには後席ベンチシートが備えられているが、シートクッションが低く、太もものサポートが不足していると、大人の膝が胸まで押し上げられ、長距離移動が窮屈なものになってしまった。また、比較的狭いドアの開口部から出入りするのは、セダンほど簡単ではなくなった。しかしボディ剛性を強化し、静粛性を向上させたほか、乗り心地重視のサスペンションチューニングを施したことで、D21型よりも改善された点も多い。1997年当時では世界約110か国でD21型が販売されていた中で発売され、それから長くとも15年はD22型が日産から販売されていた。
安全面としては、日産が当時目立って掲げていた「トリプルセーフティ」のうち、「インフォメーションセーフティ」に対してはハロゲンランプやサイドアンダーミラー、「コントロールセーフティ」としてABS（パーソナルユース系全車に標準装備、ワークユースにオプション設定）、「インパクトセーフティ」に基づいた衝撃吸収ボディ構造や高強度キャビン、運転席SRSエアバッグシステムなどの採用によって安全性を向上した。エンジンや使用素材における環境への配慮も欠かさなかった。アフリカ仕様のNP300は、2018年にグローバルNCAPから大人の乗員で0つ星、幼児で2つ星を獲得した（ラテンNCAP 2013と同様）。
なお、走行距離や気象条件によっては、経年劣化による特定の種類の損傷や故障が発生する可能性がある。症状としてはオイルインジケーターが点滅したり、エンジンのガタガタ音が発生したりすることもあるほか、急な上り坂で移動するのが困難になる場合もあり、車が揺れたり、最悪の場合は急にストップしたりする。こうしたパワーロスの原因には、燃料フィルターの故障やインジェクターポンプフィルターが汚れているか損傷している場合、あるいはキャップ付き触媒コンバーターの異常が関連している。

## デザイン
エクステリアは従来よりも丸みを帯びた形状となり、RVとしての力強い印象はそのままに、インテリアの快適性を高めている。日産が説明するには「スタイリッシュな『パーソナル・ピックアップ』をコンセプトとし、ピックアップとしての新たな魅力を徹底的に追及した。」とのことである。パーソナルユースに関してはワイドトレッド化して安定感を持たせ、メッキパーツを使用して存在感を高めている。
2001年には全車一斉にフェイスリフトが行われ、ワイドフェンダーはより大型化し、ヘッドライトは従来の角目タイプからさらに丸みを帯びた異形ヘッドライトに置き換わった。特にフロンティアには一文字のスリットグリルがおごられ、デザインの一新を図った。このデザインは日産デザインインターナショナル（NDI、現日産デザイン・アメリカ）のダイアナ・アレンが担当したが、彼女は姉妹車であるエクステラのフェイスリフトデザインも担当している。2009年にはエクステリアドアハンドルのデザインが一新された。
日本ではフェイスリフトが行われていないが、これは2002年の販売終了が決定していた影響であると考えられる。

## エンジン
| ガソリンエンジン   | ガソリンエンジン                  | ガソリンエンジン | ガソリンエンジン       | ガソリンエンジン           | ガソリンエンジン               |
| エンジン           | タイプ                            | 排気量 (cc)      | 最高出力 (kW (PS)/rpm) | 最大トルク (Nm (kgm)/rpm)  | 備考                           |
| ------------------ | --------------------------------- | ---------------- | ---------------------- | -------------------------- | ------------------------------ |
| NA20S              | 直列4気筒SOHC                     | 1,998            | 67 (91) / 5,000        | 167 (17.0) / 3,000         | ダットサン                     |
| KA20DE             | 直列4気筒DOHC                     | 1,998            | 92 (125) / 5,600       | 175 (17.8) / 3,200         |                                |
| KA24E              | 直列4気筒SOHC                     | 2,388            | 95 (129) / 5,200       | 198 (20.2) / 3,600         | ナバラ 1997年 - 1999年         |
| KA24DE             | 直列4気筒DOHC                     | 2,388            | 110 (150) / 5,600      | 208 (21.2) / 3,600         |                                |
| VG33E              | V型6気筒SOHC                      | 3,274            | 125 (170) / 4,800      | 265 (27.0) / 3,600         | フロンティア                   |
| VG33ER             | V型6気筒SOHC スーパーチャージャー | 3,274            | 154 (209) / 4,800      | 334 (34.1) / 2,800         | フロンティアSC                 |
| ディーゼルエンジン |                                   |                  |                        |                            |                                |
| エンジン           | タイプ                            | 排気量 (cc)      | 最高出力 (kW (PS)/rpm) | 最大トルク (Nm (kgm)/rpm)  | 備考                           |
| TD27               | 直列4気筒OHV                      | 2,663            | 63 (86) / 4,000        | 177 (18.0) / 2,200         | ダットサン 1997年1月-2002年8月 |
| QD32               | 直列4気筒OHV                      | 3,153            | 81 (110) / 3,600       | 221 (22.5) / 2,000         | ダットサン 1997年1月-2002年8月 |
| QD323              | 直列4気筒OHV                      | 3,153            | 77 (105) / 3,800       | 221 (22.5) / 2,000         | ダットサン 1997年1月-2002年8月 |
| YD25DDTi           | 直列4気筒DOHC ICターボ            | 2,488            | 95 (129) / 3,200       | 356 (36.3) / 1,400 - 2,000 | フロンティア 2000年 -          |
| ZD30DDT            | 直列4気筒DOHC ターボ              | 2,953            | 105 (143) / 3,400      | 314 (32.0) / 2,000         |                                |

車種ごとの搭載エンジン一覧
- ダットサン - NA20S→KA20DE、KA24E→KA24DE、TD27、QD32
- フロンティア - KA24DE、VG33E、VG33ER
- ナバラ - KA24、YD25DDTi、ZD30DDT、VG33E
- ハードボディ（アフリカ） - KA20DE、KA24DE、ZD30DDT、VG33E[15]

## トランスミッション
トランスミッションは5速フロアマニュアル、5速コラムマニュアル、フルレンジ電子制御4速オートマチック（E-AT、ジヤトコ・RE4R01A）、4速オートマチック（ジヤトコ・RL4R01A）が用意された。

## ラインアップ

### ダットサン
1997年1月16日、D22型発売。車名も単に「ダットサン」となる。ワークユース（ビジネスユース）は「ダットサントラック」、パーソナルユース（レジャーユース）は「ダットサンピックアップ」を名乗る。当初のエンジンラインアップはガソリンエンジンがKA24E、NA20S、ディーゼルエンジンがQD32、TD27の4機種。シート色は全車ともグレーとなっている。
当初のグレードについては以下の通り。
- ダブルキャブ
  - AXリミテッド - AXにボディサイドグラフィック、スチール製スタイリッシュガードバー、リヤゲートストライプ、ホワイトメーター、センタークラスター部の装飾フィニッシャー、本革巻のステアリングホイールとシフトノブ/セレクタ、トランスファーノブなどを採用した。
  - AX - QD32もしくはKA24Eエンジン搭載、モケット地のシート。ボディカラーは4種。
  - AD-L - QD32もしくはKA24Eエンジン搭載、織物シート。ボディカラーは3種。
  - AD - QD32エンジン搭載、織物シート。ボディカラーは3種だがワークユースのために、AD-Lとはボディカラーのラインアップが異なる。
- シングルキャブ
  - DX - ロングボディとセミロングボディがある。ロングボディにはQD32エンジンと5速フロアMT搭載、セミロングボディにはTD27もしくはNA20Sエンジンに5速コラムMTが組み合わせられる。プリントレザーのシート。ボディカラーは3種。
  - DX-L - セミロングボディのみで、TD27もしくはNA20Sエンジンに5速コラムMTが組み合わせられる。モケット地のシート。ボディカラーは3種。

このモデルにはオーテックジャパンがプロデュースしたエアロパーツ装着モデル「スカイスター」も存在し、通常モデルと同時に発売された。当初は5速フロアMTのみで、後輪駆動かつKA24Eエンジンを採用していた。ボディカラーは通常のホワイトだけでなく、スカイスター専用色としてプラチナシルバーメタリックが設定された。
1997年10月14日、ピックアップのAXをベースにアルミホイールとスチール製スタイリッシュガードバーを装備した「AX-G」を追加。併せて、ピックアップのAXリミテッド / AX-G / AXに新色のプラチナホワイトパール3コートパールとプラチナシルバーメタリックを追加。
1997年12月、エジプトにてノックダウン生産開始。
1998年1月12日、D21型より国内販売されていなかったキングキャブが子会社オーテックジャパンより国内専用キャビンで発売され、エンジンは既存の型でVG30は採用されていない。2400ガソリン,3200ディーゼルのATのみの設定。併せて、スカイスターにATと専用色のプラチナホワイトパールを追加。
1998年8月3日、トラックに従来4WDのみだったロングボディの2WDがオーテックジャパンより発売された。
1999年1月、鄭州日産汽車にてD22型生産開始。
1999年6月1日、マイナーチェンジでガソリンエンジンをKA24EからKA24DE、NA20SからKA20DEに換装し、タンク容量を従来の60リットルから75リットルに拡大した。キングキャブがカタログモデルとなる。当初はリアのジャンプシートは装備されなかったが4名乗車可能となった。
2002年3月、第72回ジュネーブモーターショーに欧州向け「ピックアップ」のマイナーチェンジ車を出品。
2002年8月、日本国内向け生産終了。
2005年4月、日産エジプトモーター（エジプト 2004年設立）でD22型「ピックアップ」の生産・販売を開始。輸出先は中東を対象としている。
2012年3月2日、D22型の日本国内での生産を終了。これにより、日産車体湘南工場第一地区での車両生産も終了した。

#### ギャラリー

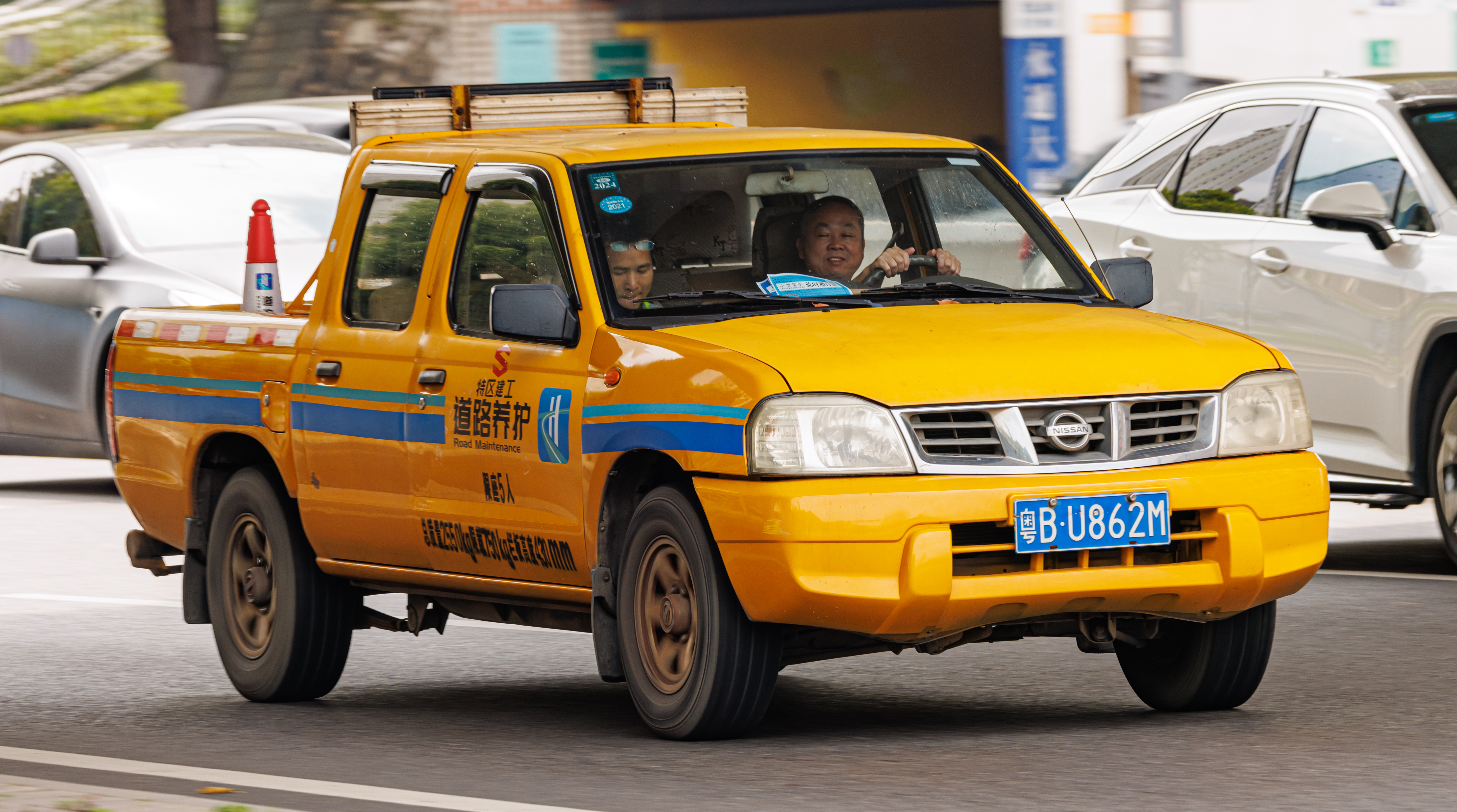
鄭州日産・D22型ピックアップ 2007年改良型
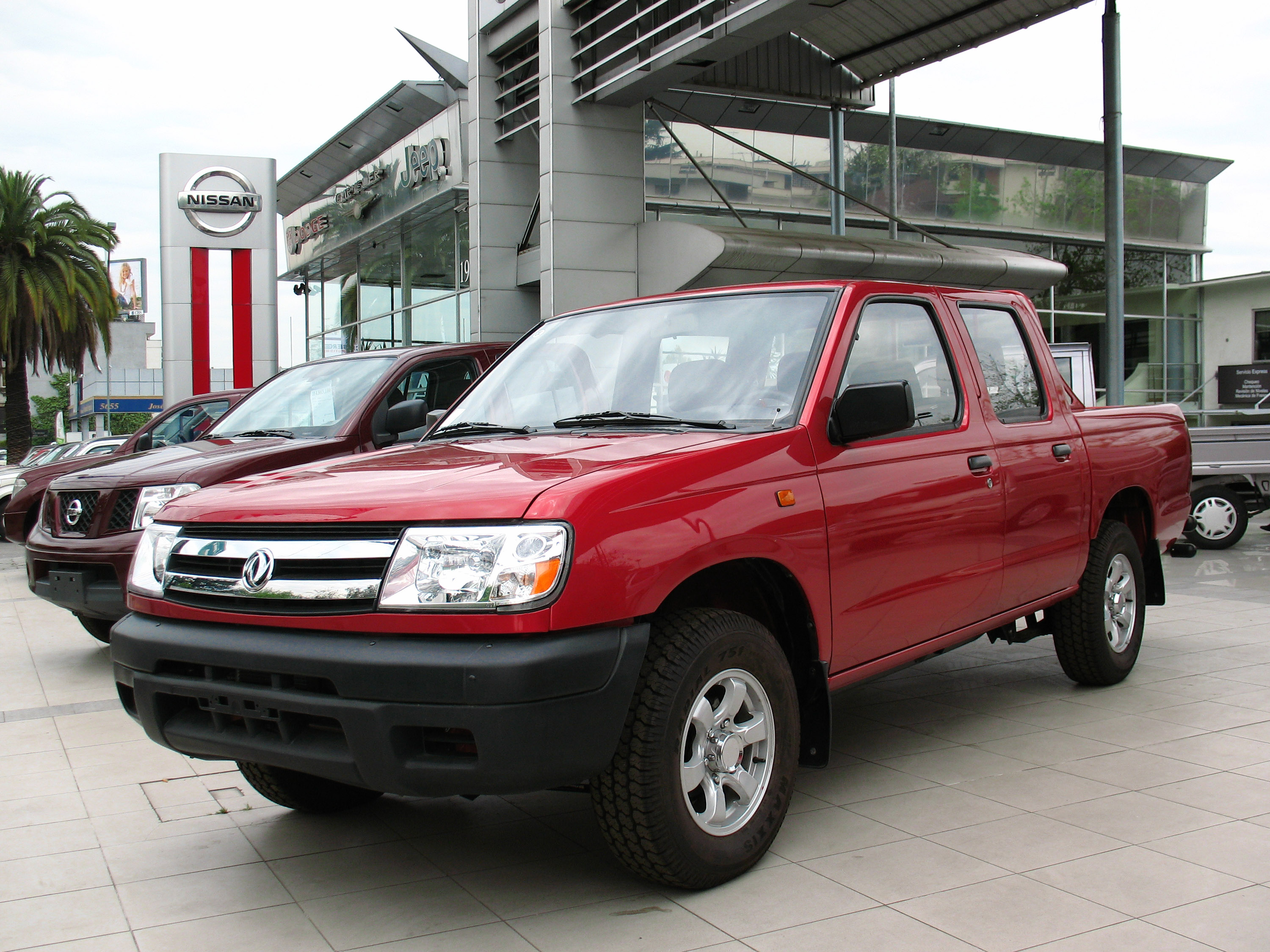
東風・鋭騏 (東風/ZNA・リッチ) (1代目) 前期型
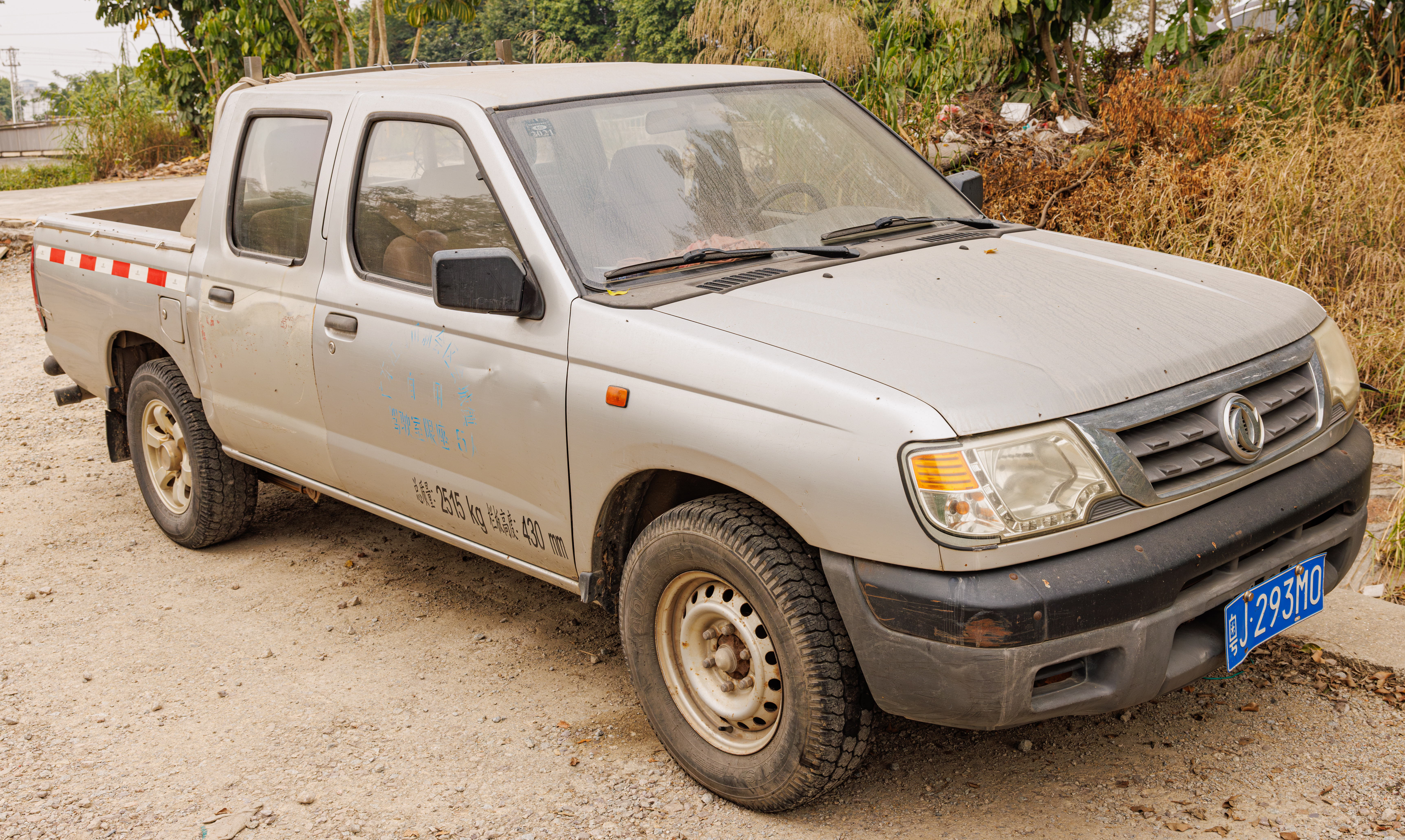
東風・鋭騏 (東風/ZNA・リッチ) (1代目) 改良型 フロント
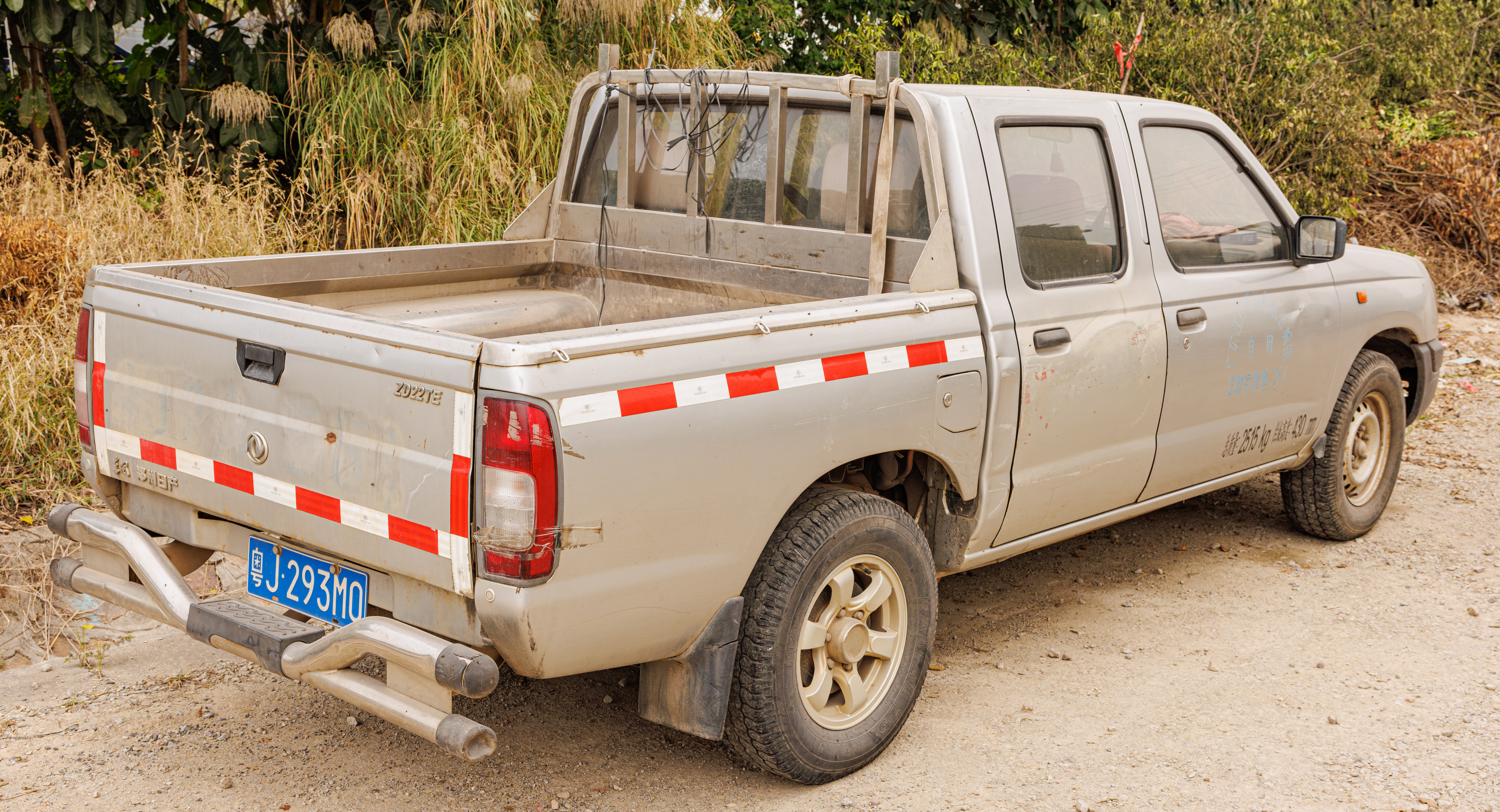
東風・鋭騏 (東風/ZNA・リッチ) (1代目) 改良型 リア
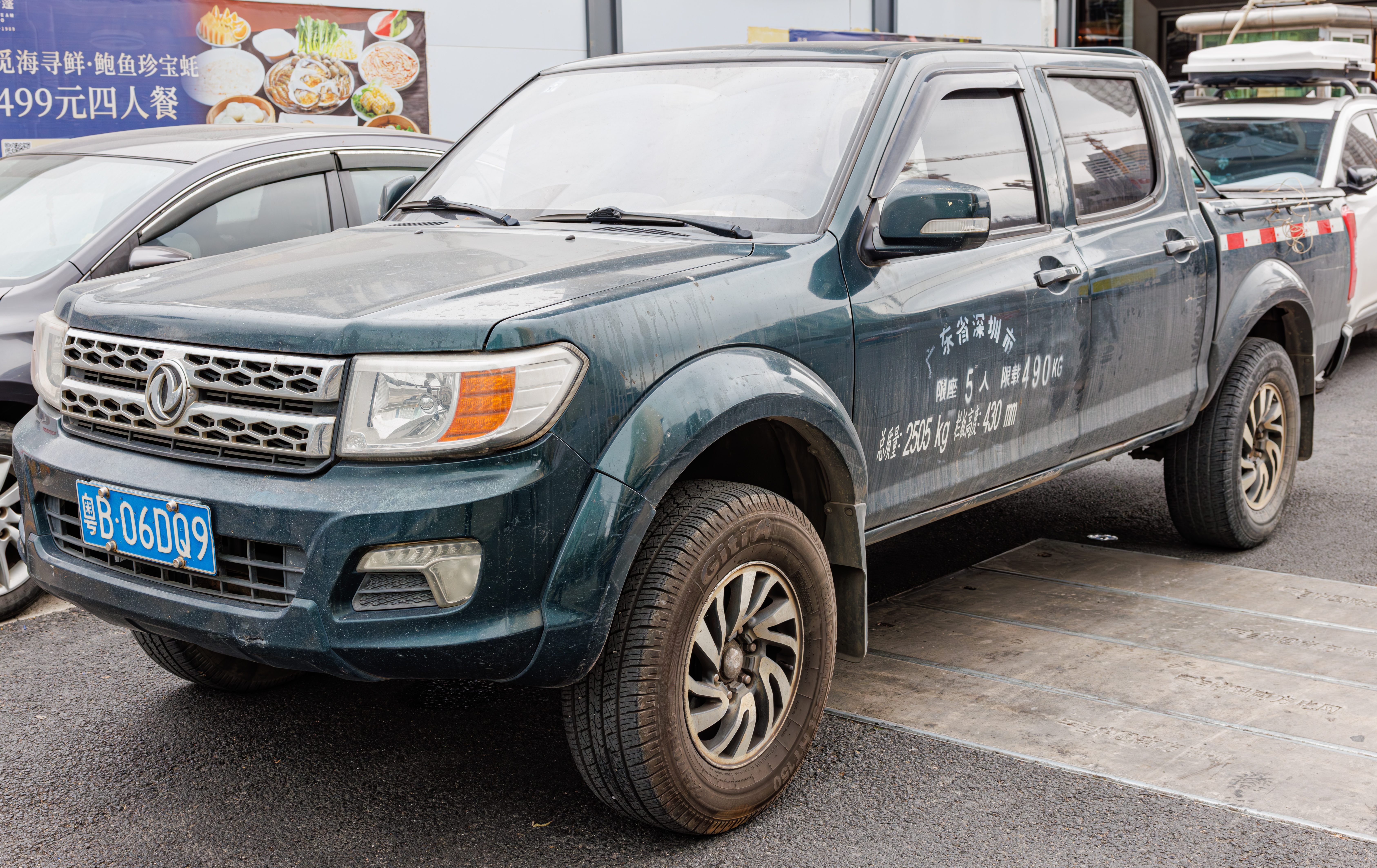
東風・鋭騏 (東風/ZNA・リッチ) (2代目) フロント
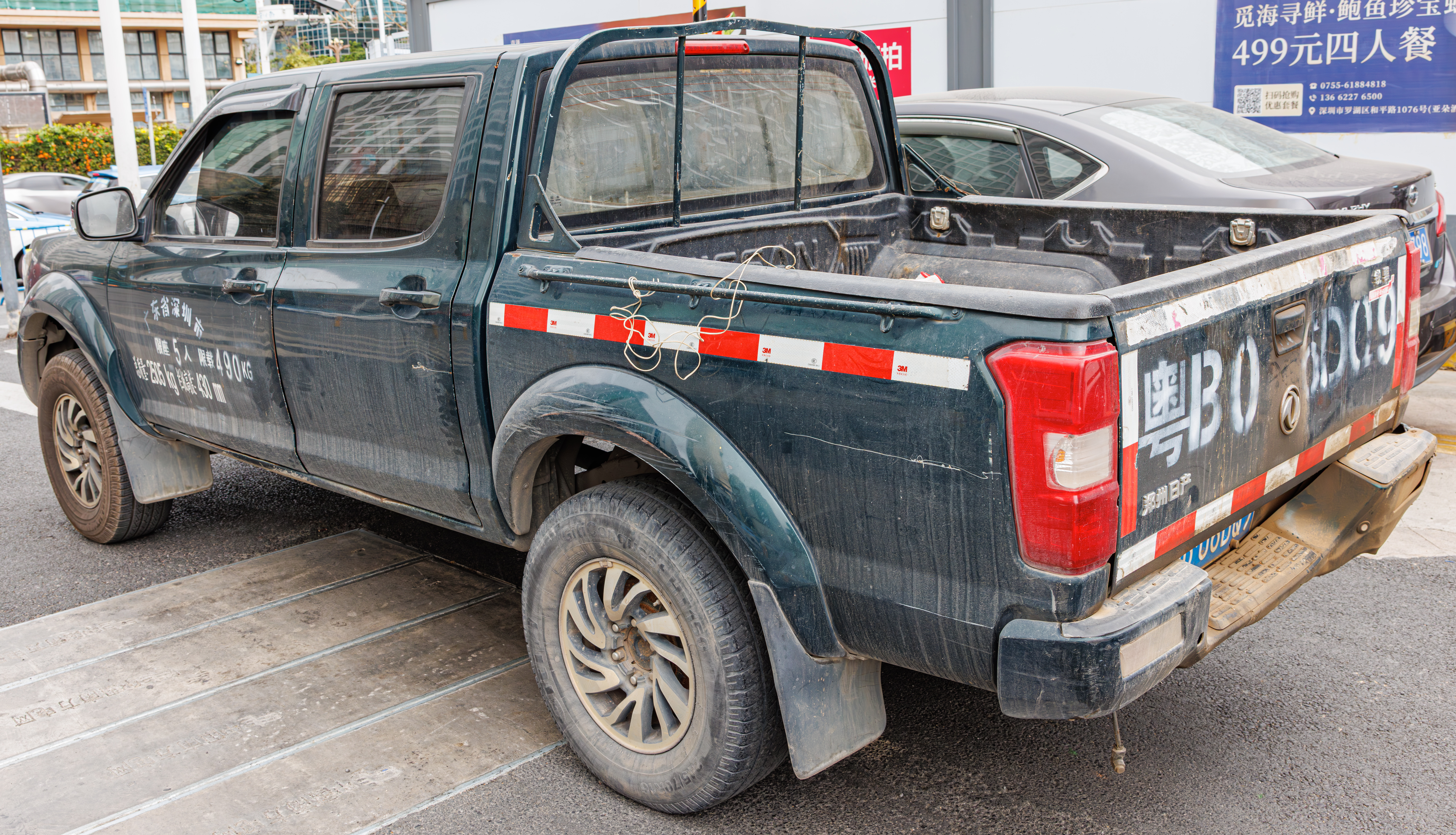
東風・鋭騏 (東風/ZNA・リッチ) (2代目) リア

### フロンティア
フロンティアは、1986年5月から1997年まで生産されたD21型ピックアップを置き換えるべく、1998年モデルとして、1997年2月のシカゴオートショーで発表された。生産拠点は、テネシー州、スマーナ工場である。
当初のラインアップは、レギュラーキャブ（シングルキャブ）の2WDと4WDのみで、エンジンも直列4気筒、2.4LのKA24DE、一種類であった。この時点では、V6エンジンのVG30EからVG33Eへの切り替えが間に合わなかった。
1998年に、待望のキングキャブ（エクステンドキャブ）とV6、3.3LエンジンのVG33Eが追加されたが、やや遅きに失した感があり、D21系末期からの販売台数の落ち込みは容易に回復せず、トヨタ・タコマは言うに及ばず、ビッグスリーのコンパクトピックアップにもシェアを奪われていた。
同じ時期に、カー・アンド・ドライバーが同クラスのピックアップトラックと比較した。その結果、低価格かつエンジン性能と乗り心地の良いパッケージングを高く評価していたが、安っぽいインテリアトリムと退屈なスタイリングを低く評価した。物理的にも視覚的にも、比較した5台の中では最もトラックらしくないとした。
1999年5月、クルーキャブ（ダブルキャブ）の導入という新たな変化があった。ダブルキャブは、日本やアジアではおなじみのタイプであるが、北米市場向けのコンパクトピックアップとしては、初めての導入となった。それ以前のダブルキャブは、フルサイズピックアップのうち、特にヘビーデューティーなものにしか存在せず、主に業務用であった。この2000年モデルには特別仕様車「デザートランナー」が追加された。4WDフレームをベースにした2WDキングキャブモデルで、車高アップ、タイヤ幅の大型化、4速または5速トランスミッションを装備。6月、D22型を基本仕様とする北米専用SUV「エクステラ（WD22型）」が登場。
2001年モデルでは、それまでの地味な印象を払拭し、攻勢に転ずるべく、フェイスリフトを行う。若年層に訴えるより大胆なスタイルへと変更され、日産ディーゼルから供給を受けていたUDエンジン搭載の大型車を除き、MA09ERT以来2機種目となる、機械式スーパーチャージャー付のVG33ERを設定した。これと同時に、レギュラーキャブが廃止された。発表は2000年2月のシカゴオートショーにて行われ、夏に2001年モデルを北米にて発売開始。エンジン生産は同じくテネシー州デカード工場。デザートランナーも外観が改められ、スーパーチャージャー付きV6エンジンを搭載した。
2002年4月、ブラジルパラナ州サン・ジョゼ・ドス・ピニャイスのアイルトン・セナ工業団地にあるルノー工場にて生産開始。クルーキャブの5速マニュアルディーゼル仕様（2WDと4WD）、またはシングルキャブ2WDディーゼル仕様が生産された。
2002年6月、第7回北京国際モーターショーにて、エクステラ同様D22型を基本仕様とする「パラディン（D22W型）」を発表。KA24DE型およびVG33E型を搭載し、鄭州日産にて2003年に生産開始。
2004年、フレームをはじめ、全てを一新したD40型系に置き換えられ、北米向けシングルキャブはこの代が最後となった。

### ナバラ
日本市場に遅れること約3ヶ月、1997年4月オーストラリアでもD22型が登場。先代に続きシングルキャブ、キングキャブ、ダブルキャブの3種のボディを展開。エンジンは直列4気筒ガソリンが1種と、直4ディーゼル2種を用意。
2002年1月にヘッドランプ、フロントグリル、フロントバンパーなどが新意匠となる。ZD30ディーゼルエンジンが導入された。
2007年、改良されたコモンレール2.5Lディーゼルエンジンに置き換えられた。
2015年D23型の登場によりオーストラリア市場では販売終了。

### NP300ハードボディ
デビュー当時は日産・ハードボディの名称で販売されたが、2008年にNP300ハードボディへ名称変更。「N」は日産、「P」はピックアップ、「300」は商用ラインアップのシリーズ番号である。
2002年3月14日、アフリカ市場にて販売開始。ラインアップとしては4x4および4x2のハイライダー・ダブルキャブ、ハイライダー・シングルキャブ、そしてロングまたはショートホイールベースの標準的なハードボディ（ワークホース）で構成される。最上位の4x4モデルにはABSが装着されている。追加された重力センサーは車両の減速を測定し、ABSコントロールユニットと相互作用して、低速オフロード操作中にABSがブレーキを妨げないようにする働きがある。3.0ターボディーゼルと3.3 V6ダブルキャブモデルには、運転席および助手席エアバッグが装備されている。
スタンダードモデルとハイスペックモデルであるハイライダ―（Hi-Rider）の外見上の違いは、オーバーフェンダーの配色や高低差が異なることが特徴的である。ハイスペックなシングルキャブと4x2のダブルキャブは、すべてハイライダーパッケージに付属し、220mmの最低地上高を有する。また、標準のハードボディには、スチールホイール（モデルに応じて14インチまたは15インチ）が付属し、ハイスペックモデルには16インチのアルミホイールを装着する。
同年5月21日から26日にかけて、南アフリカ共和国のミッドランドからケープタウンを3台のシングルキャブ4x2で走破した。食品メーカーのプレミアフーズから都市部のある慈善団体に寄付された2.4トンのIwisaトウモロコシミールの貨物を届けることをミッションとしていた。
2004年10月25日、キングキャブ追加。
2005年12月12日、一部改良。シングルキャブハイライダーモデルと2.4iダブルキャブモデルにデュアルエアバッグが追加された。
2008年5月8日、名称の変更を伴うマイナーチェンジが実施され、EURO2排出規制に準拠した2.5リッターコモンレールディーゼルエンジンが導入された。主力ラインアップの一部モデルにエアコンが標準装備され、ダッシュボードレイアウト、4本スポークステアリングホイール、ドアパネルの収納ポケットなどインテリアに細かな変更が加えられた。ハロゲンヘッドランプとサイドヘッドランプリフレクターが全ラインナップに装備され、スチール製のラダーフレームシャーシは強度を高めた。グレードには「S」と「SE」の派生車がハイスペックモデルとしてワークホースのラインアップに加わった。「S」モデルには、15インチホイール、ディファレンシャルロック、チューブラーリアバンパーが標準装備される。「SE」モデルには、運転席と助手席のエアバッグ、エアコン、15インチホイール、ディファレンシャルロック、チューブラーリアバンパーが標準装備された。ハイライダーモデルはすべて、フェンダーと色分けされたフロントバンパーにボディカラーが施されている。
2013年7月17日には、ハードボディの25周年記念モデルの発売が予告された。同時に25周年記念の特別料金プランと、6年間/150,000km保証を導入した。この25周年記念モデルは12月3日に、専用の装飾をインテリアに施した「シルバーアニバーサリー」リミテッドエディションモデルとして公開された。
2018年5月15日、改良された2.5TDIターボディーゼルエンジンが導入されることが発表された。
2021年8月、D22型最後の市場の拠点となる南アフリカでの生産を、同年11月をもって終了し、段階的に廃止することを確認した。2019年当初においてはラインナップを廃止する予定はなかったが、しばらくしてナバラがセールス面で好調なのと、NP200の生産継続を維持するために、NP300ハードボディの生産停止が決定した。

## モータースポーツ
2000年
南アフリカオフロード選手権に南アフリカ向け「ハードボディ」が参戦。Dクラスドライバーズタイトルを獲得。
2001年
1月に第23回パリ・ダカールラリーに参戦。この年、南アフリカオフロード選手権に「ハードボディ」が参戦。生産車クラスおよびスーパートラック・クラスTのドライバーズタイトル2冠を達成。
2002年
1月 - 第24回トタール・アラス・マドリード・ダカール・ラリーにVQ35DE型エンジンを搭載して、VQ35DE搭載エクストレイル、およびVQ35DE搭載R50型テラノともに参戦。
この年、南アフリカオフロード選手権に「ハードボディ」が参戦。クラスT（スーパートラック・クラス）4勝を挙げ、ドライバーズタイトルを獲得。クラスD（プロダクション部門）ドライバーズ、マニュファクチャラー選手権でもタイトルを獲得。
9月 - カレドン400 総合優勝
12月-2003年1月 - 第25回テレフォニカ・ダカール2003に前年同様VQ35DE型を搭載して参戦し、総合5位完走を果たす。
2003年
1月 - 第25回テレフォニカ・ダカール2003に前年同様VQ35DE型を搭載して参戦し、総合5位完走を果たす。
3月 - 第1戦 ニッサン・ディーラー400 総合優勝
5月 - 第2戦 ニッサン・シュガーベルト400 総合優勝
6月 - 第4戦 ORPIモロッコラリーにて優勝を飾る。
6月 - 第3戦 トヨタ1000デザートレース 1-2フィニッシュ、クラスD 2位、クラスE 2位
8月 - 第5戦 総合優勝、4位、5位
9-10月 - ファラオラリー T2クラス（改造車部門）に参戦。
- FIAクロスカントリーラリー・ワールドカップにスポット参戦。

10月 - 最終戦 UAEデザート・チャレンジに参戦。リタイヤ。
- 南アフリカオフロード選手権に「ハードボディ」が参戦。クラスT「スーパートラック」ドライバーズタイトルを獲得。クラスD（プロダクション部門）ドライバーズ、マニュファクチャラー選手権でもタイトルを獲得。
- 米国オフロード・レーシング（CORR）に参戦。ドライバーズポイントシリーズ4位。

2004年
12月-2005年1月　第27回テレフォニカ・ダカール2004にD22型をベースにVQ40DEを搭載し参戦。総合4位完走を果たす。
2005年
- 南アフリカ・オフロード選手権にD22型「ハードボディ」が参戦。ドライバーズタイトルおよびマニュファクチャラーズタイトルを獲得。